# Теохар Нешков
Теохар Нешков или Недков е български революционер, деец на Вътрешната македоно-одринска революционна организация. При избухването на Илинденско-Преображенското въстание в 1903 година в Крушево и обявяването на Крушевската република Нешков заедно с Вангел Дину, Георги Чаче, Христо Кюркчиев, Димитър Секулов и Никола Балю влиза в Привременното правителство, като отговаря за финансите. При разгрома на въстанието е изгорен жив.